# Muhammad Najib ar-Ruba'i
Muhammad Najib Ar-Ruba'i (tiếng Ả Rập: محمد نجيب الربيعي) (Cũng đánh vần là Al-Rubai) (1904–1965) là tổng thống đầu tiên của Iraq (Chủ tịch Hội đồng Chủ quyền), từ ngày 14 tháng 7 năm 1958 đến ngày 8 tháng 2 năm 1963. Cùng với Abd al-Karim Qasim, ông là một trong những người lãnh đạo Cách mạng 14 tháng 7 lật đổ chế độ quân chủ Iraq.
Trong khi Qasim trở thành thủ tướng và nắm giữ phần lớn quyền lực thì Ar-Ruba'i được bầu làm nguyên thủ quốc gia với chức danh Chủ tịch Hội đồng Chủ quyền.
Năm 1963, chính phủ bị lật đổ bởi một cuộc đảo chính khác do Abd as-Salam Arif lãnh đạo. Ar-Ruba'i đã phải rút lui khỏi chính trường. Ông mất năm 1965.